# Liezen
Liezen – miasto powiatowe w Austrii, w kraju związkowym Styria, siedziba powiatu Liezen. Według Austriackiego Urzędu Statystycznego liczyło 8086 mieszkańców (1 stycznia 2016).